# Jillian Marsh
Jillian Marsh là nhà bảo vệ môi trường và chống khai thác uranium người Úc. Bà sống ở thành phố Leigh Creek, trong dãy núi Flinders Ranges của Nam Úc, nơi đào khai thác than. Bà rất quan tâm tới việc đào mỏ than và các cộng đồng dân bản xứ.
Năm 1998 Marsh đoạt Giải Môi trường Jill Hudson cho công trình giáo dục người dân sống gần mỏ uranium Beverly về các nguy hiểm độc hại của việc đào khai thác uranium. Năm 2004 Marsh đậu bằng tiến sĩ ở "Phân khoa nghiên cứu Môi trường và Địa lý" thuộc Đại học Adelaide. Đề tài nghiên cứu tiến sĩ của bà là "A Look at the Approval of Beverley Mine and the Ways that Decisions are Made When Mining Takes Place in Adnyamathanha Country".
Năm 2008, Jillian Marsh đoạt Giải Tương lai phi hạt nhân.